# Lucy in the Sky with Diamonds
Lucy in the Sky with Diamonds is een nummer van The Beatles dat verscheen op het album Sgt. Pepper's Lonely Hearts Club Band. Het nummer is geschreven door John Lennon, met hulp van Paul McCartney.

## Muzikaal
Het nummer heeft een vrij complexe (maatwisselingen, modulaties) begeleiding onder een vrij simpele, bijna monotone eerste stem. Dit geeft de muziek een nogal psychedelische sfeer mee die alleen maar wordt bevestigd in de tekst (cellophane flowers, newspaper taxis).

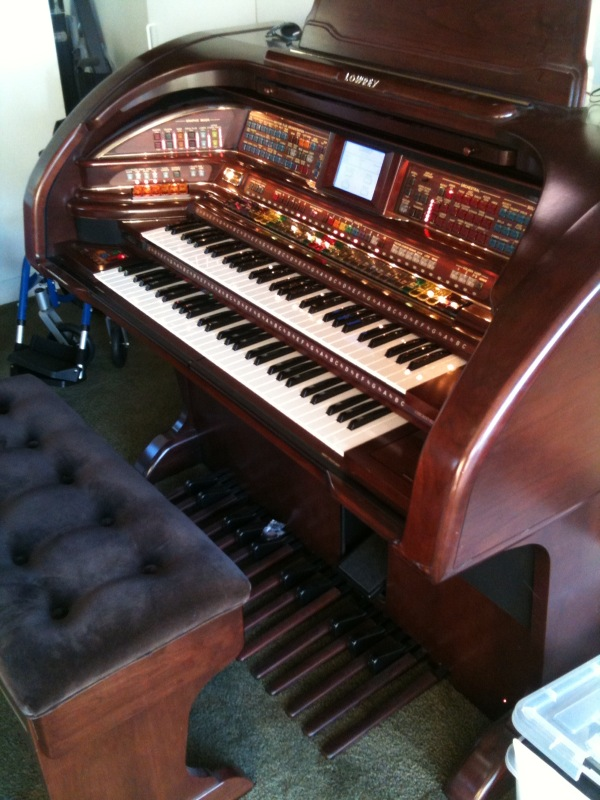
Lowrey DSO Heritage Deluxe-orgel

Het intro van Lucy in the Sky with Diamonds is misschien wel een van de bekendste intro's. Het intro is gespeeld op een Lowrey DSO Heritage Deluxe-orgel. Dit orgel met ingebouwde lesliespeaker, chorus en reverb zorgde voor de wazige psychedelische sfeer. Anno 2009 zijn er wereldwijd nog maar enkele Lowry Heritage-orgels te vinden.

## Titel
Lennons driejarige zoontje Julian toonde zijn vader in 1966 een tekening. Hij zei: "That’s Lucy in the sky with diamonds". Lucy was een klasgenootje van hem. De zin werd het begin van het lied. In 2007 zei een zekere Lucy O'Donnell in een interview op de BBC-radio dat zij de Lucy was uit het liedje. Ze leed aan de ziekte Lupus en overleed op 28 september 2009 op 47-jarige leeftijd. Julian Lennon is sindsdien beschermheer van de St. Thomas Lupus Trust dat onderzoek naar deze ziekte financiert.
Volgens sommigen zouden de initialen (Lucy - Sky - Diamonds) in de titel een referentie zijn aan de drug lsd, waarmee The Beatles, en met hen vele andere artiesten, experimenteerden. Zowel John Lennon als George Martin hebben dit idee ontkend en bespot, en in tegenstelling tot wat vaak wordt gedacht, is er geen bewijs dat de BBC vanwege de vermeende drugsreferenties de song niet uitzond op de radio. Paul McCartney heeft wél verschillende keren gezegd dat het lied over lsd gaat.

## NPO Radio 2 Top 2000
| Nummer met noteringen in de NPO Radio 2 Top 2000 | '99 | '00 | '01 | '02  | '03 | '04  | '05 | '06 | '07 | '08 | '09 | '10 | '11 | '12 | '13 | '14 | '15  | '16 | '17 | '18 | '19 | '20  | '21  | '22  | '23  | '24  |
| ------------------------------------------------ | --- | --- | --- | ---- | --- | ---- | --- | --- | --- | --- | --- | --- | --- | --- | --- | --- | ---- | --- | --- | --- | --- | ---- | ---- | ---- | ---- | ---- |
| Lucy in the Sky with Diamonds                    | 626 | -   | 858 | 1015 | 975 | 1010 | 918 | 748 | 723 | 804 | 590 | 702 | 695 | 893 | 702 | 953 | 1053 | 920 | 844 | 818 | 969 | 1092 | 1186 | 1309 | 1415 | 1834 |

1. ↑  Een '-' betekent dat het nummer niet was genoteerd en een vetgedrukt getal geeft de hoogste notering aan.

## Trivia
- Toen op 24 november 1974 in Ethiopië door Donald Johanson en Tom Gray de resten van Australopithecus afarensis, het oudste toen bekende skelet van een mensachtige, werd opgegraven moest er een naam worden gezocht. Omdat Lucy in the Sky with Diamonds tijdens de expeditie veelvuldig werd gedraaid, besloot men om het skelet Lucy te noemen.
- De dode ster BPM 37093 in het sterrenbeeld Centaur is eveneens naar de song genoemd.
- Arthur C. Clarke gebruikt in het boek 2061: Odyssey Three het codewoord Lucy om aan te geven dat er een diamant is gevonden op een van Jupiters manen.
- Lucy in the Sky with Diamonds is gecoverd door Elton John.
- De song wordt vermeld in Let There Be More Light, het openingsnummer van het album A Saucerful of Secrets van de Britse progrockband Pink Floyd.
- De Nederlandse rapformatie De Jeugd van Tegenwoordig refereert in hun liedje Sterrenstof meerdere malen aan de song.
- De muziek bij de begingeneriek van het VPRO-programma Pieter in de prehistorie met Pieter Hulst is een cover van Lucy in the Sky with Diamonds.